# Tantalnitrid
Tantalnitride sind keramische Verbindungen aus Tantal und Stickstoff. Sie treten in mehreren Modifikationen und Oxidationsstufen auf (α-TaN, ε-TaN, Ta2N, Ta3N5, Ta4N5, Ta5N6). Am häufigsten verwendet wird Tantalmononitrid TaN. Es wird hauptsächlich bei der Chipherstellung als Sperr- und Haftschicht (Low-k-Dielektrikum) verwendet, kommt jedoch auch bei hochgenauen Dünnschichtwiderständen zum Einsatz. Bei Dickschicht-Solarzellen setzt man Tantalnitrid als Diffusionsbarriere ein. Das Material wird dabei durch Sputtern aufgetragen. Weiterhin wird Tantalnitrid als Beschichtungsmaterial in der Medizintechnik oder von Schmelztiegeln verwendet, da es resistent gegen flüssige Aktiniden-Metalle ist.

## Gewinnung und Darstellung
Tantalnitrid-Schichten können auf verschiedene Arten erzeugt werden. Die derzeit meist angewendete Methode ist die Sputterdeposition von Tantal in Anwesenheit von Stickstoffionen (reaktive Sputterdeposition). Im Zentrum der Forschung steht derzeit die Abscheidung von Tantalnitrid mithilfe der chemischen Gasphasenabscheidung bzw. der Atomlagenabscheidung. Hierfür werden metallorganische Reaktionsgase (Precursor) benötigt, die als Tantal-Quelle dienen. Ebenfalls notwendig ist eine Stickstoffquelle, wie das sehr häufig eingesetzte Ammoniak, das bei den üblichen Prozesstemperaturen von 200–400 °C dissoziiert. Es gibt allerdings auch Reaktionsgase wie TBTDET (Tert-Butylimido-Tris(Diethylamido)Tantal), das sowohl als Tantal- als auch als Stickstoffquelle dient. Darüber hinaus existieren noch unzählige weitere Möglichkeiten Tantalnitrid-Schichten zu erzeugen, wie beispielsweise die Ionenimplantation von Stickstoff in Tantal-Schichten.
Tantal(V)-nitrid Ta3N5 als valenzmäßig zusammengesetztes, nicht metallisches Nitrid kann durch Umsetzung von Tantal(V)-oxid mit Ammoniak oder Tantal(V)-chlorid mit Ammoniumchlorid dargestellt werden.
{\displaystyle \mathrm {3\ Ta_{2}O_{5}+10\ NH_{3}\longrightarrow 2\ Ta_{3}N_{5}+15\ H_{2}O} }